# Kim Jin-kyu
Kim Jin-Kyu (Yeongdeok, Corea del Sud, 16 de febrer de 1985) és un futbolista sud-coreà. Va disputar 42 partits amb la selecció de Corea del Sud.